# Binary.division
binary.division byla slovenská hackerská skupina, která v letech 2000–2001 napadala české a slovenské webové servery. Mezi jejich české cíle patřil web KSČM, web Ministerstva vnitra České republiky nebo web Policie České republiky. Ze slovenských webů tato skupina napadla například stránky HZDS, Home.sk nebo Post.sk.
V českých médiích se spekulovalo o možné propojení této skupiny se servery underground.cz nebo hysteria.sk, ale to se nikdy nepodařilo prokázat. Při svém útoku obvykle pozměnili obsah úvodní stránky webu. Umístili sem své logo a zprávy obvykle obsahující sdělení „no czert, no dastych, 100% binary division, 0% CzERT, 0% Dastych, 100% You have new mail, 100% binary.division“ nebo podobné. Jednalo se o narážku na majora Dastycha, který v té době působil na MVČR v oblasti počítačové kriminality. Na závěru této stránky byl obvykle uveden text „stay tuned. more to come. binary division enjoys the ride.“